# Rob de Nijs

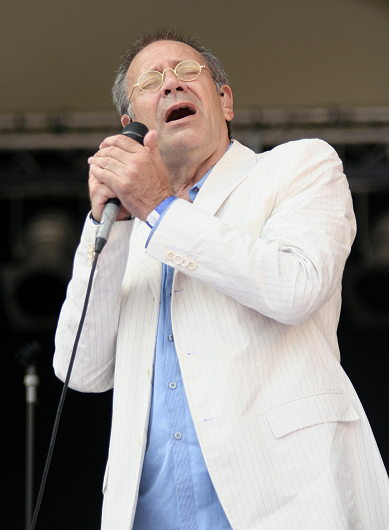
2008-ban

Rob de Nijs (Amszterdam, 1942. december 26. – Bennekom, 2025. március 16.) holland énekes és színész.

## Pályafutása
Karrierje az 1960-as évek elején indult, első lemezszerződését 1962-ben kötötte egy tehetségkutató műsort követően, melyben a The Lords együttes kíséretével lépett fel. 1963-ban jelent meg első dala Ritme van de regen címmel (amely a Cascades együttes Ryhthm of the Rain c. 1962-es számának feldolgozása volt), melyből körülbelül 100 000 példányt adtak el. 1965-ben különvált a Lords együttestől. 
1968. július 30-án házasságot kötött Elly Hesselinggel, 1969-ben szerepet kapott az Oebele című tévéfilmsorozatban. 1973-ban jelentek meg Jan Klaassen de trompetter, és a Dag zuster Ursula című dalai. Az 1974/75-ös évadban már saját műsora volt a televízióban. 2009-ben a De Toppers koncertjén mint díszvendég lépett fel.

## Diszkográfia

### Albumok
- In de uren van de middag, 1973
- Kijken hoe het morgen wordt, 1975
- Tussen zomer en winter, 1977
- 15 jaar, 1978
- Rob de Nijs, 1978
- Met je ogen dicht, 1980
- 20 jaar 20 hits, 1981
- De regen voorbij, 1981
- Springlevend, 1982 (koncertlemez)
- Roman, 1983
- Pur sang, 1985
- Rock and romance, 1986
- Vrije val, 1986
- Zilver, 1987
- De reiziger, 1989
- Compleet, 1989 (samlealbum)
- Stranger in your land, 1990
- Hartslag, 1991
- 30 Jaar – Vallen en opstaan, 1992
- Tussen jou en mij, 1993
- Iets van een wonder, 1994
- De band, de zanger en het meisje, 1996
- Over leven (en dansen), 1997
- Ballades, 1999
- Tijdloos, 1999
- Engelen uitgezonderd, 2001
- 40 Jaar hits – Het allerbeste van, 2002
- Vanaf vandaag, 2004
- Licht, 2005
- Rob 100 – De mooiste liedjes van Rob de Nijs, 2007
- Chansons, 2008
- Eindelijk vrij, 2010

### Kislemezek
- Voor Sonja doe ik alles, 1963
- Ritme van de regen, 1963
- How do you do it, 1963
- Mijn stil verdriet / Trees, 1963
- Hé mama, 1963
- Loop naar de maan, 1964
- Troela troelala, 1964
- Anna Paulowna, 1966
- Jan Klaasen de Trompetter, 1973
- Dag zuster Ursula, 1973
- Hé speelman, 1974
- Mirella, 1974
- Malle Babbe, 1975
- Onweer, 1975
- Zet een kaars voor je raam, 1976
- Ik laat je vrij, 1976
- Bier is bitter, 1977
- Het werd zomer, 1977
- De pieper, 1978
- Gisterenavond, 1979
- Zondag, 1980
- Zonder jou, 1981
- Dat is alles, 1981
- Hou me vast (want ik val), 1981
- Ik wil je, 1982
- Ik geloof in jou, 1983
- Bo, 1983
- 'n Beetje meer, 1984
- Weerzien, 1985 (Bonnie St. Claire-rel)
- Johnny soldaat, 1985
- Zeg maar niets, 1985
- Alles wat ademt, 1985
- That's nice, 1986
- Ontmoeting, 1986
- Open einde, 1987
- Vrije val, 1987
- 't Is nooit te laat, 1987
- Het land van Maas en Waal, 1988
- Duet (Ik hou alleen van jou), 1989
- Rendez-vous, 1989
- Toerist in paradijs, 1989
- Girls for sale, 1990
- Huis in de zon, 1991
- De wereld, 1992 (Patricia Paay-val)
- Natte kerst / Iets van een wonder, 1994
- De donder rolt, 1996
- Banger hart, 1996
- Lucinde, 1996
- De tijd staat stil, 1997
- Nu het om haar gaat, 1997
- Geloof me, 1998
- Blauw maandag, 1998
- Zo zal het zijn, 1998
- De laatste zomer van de eeuw, 1999
- Hollandse liefde, 2000
- Abeer, 2002
- Naomi, 2002
- Deze zee, 2004
- Inch allah, 2005
- Arme ziel, 2005
- Winter wonderland, 2005
- Één melodie (This Melody), 2007 (Julien Clerc-kel)
- Wieringerwaard (Les lacs du connemara), 2008

## Filmszerepei
- Oebele (filmsorozat, 1969-1972) Bello Billy Biggelaar
- Der Rasende Lokalreporter (filmsorozat, 1969-1972)
- Kunt u mij de weg naar Hamelen vertellen, mijnheer? (filmsorozat, 1972-1976) Bertram Bierenbroodspot
- Prikkebeen (filmsorozat, 1972) Prikkebeen
- Citroentje met suiker (filmsorozat, 1972) Oebie
- Pittige tijden (1998) Mysterious Man
- Plop wordt Kabouterkoning (2012) Kabouter Kolonel

## Külső hivatkozások
- Hivatalos honlapja